# WMTB
WMTB – singel polskiej supergrupy OIO, promujący album studyjny OIO.
Nagranie otrzymało w Polsce status złotej płyty.

## Geneza utworu i historia wydania
Piosenka została napisana i skomponowana przez @atutowy, Igora Ośmiałowskiego, Miłosza Stępienia i Oskara Kamińskiego.
Singel ukazał się w formacie digital download 17 marca 2021 w Polsce za pośrednictwem wytwórni płytowej 2020. Piosenka została umieszczona na debiutanckim albumie studyjnym OIO – OIO.

## Lista utworów
- Digital download[3]

1. „WMTB” – 3:09

## Certyfikaty
| Kraj          | Certyfikat  |
| ------------- | ----------- |
| Polska (ZPAV) | złota płyta |